# Lu Gongxun
Lu Gongxun (chinesisch 卢功勋; * November 1933 in Shuozhou, Provinz Shanxi; † 28. Februar 2023 in Taiyuan, Provinz Shanxi) war ein chinesischer Politiker der Kommunistischen Partei Chinas (KPCh), der unter anderem zwischen 1993 und 2003 Vorsitzender des Ständigen Ausschusses des Volkskongresses der Provinz Shanxi war.

## Leben
Lu Gongxuan, Angehöriger des Han-Volkes, wurde 1950 Mitglied der KPCh und war zwischen 1956 und 1957 Mitarbeiter der Organisationsabteilung des Parteikomitees von Yanbei sowie im Anschluss von 1957 bis 1965 stellvertretender Leiter der Abteilung für ländliche Arbeit des Parteikomitees von Shuoxian. Während der Kulturrevolution fungierte er zwischen 1965 und 1970 zunächst als stellvertretender Sekretär des Parteikomitees des Kreises Youyu und daraufhin von 1970 bis 1983 als stellvertretender Sekretär des Parteikomitees des Kreises Zuoyun. Auf dem XII. Parteitag der Kommunistischen Partei Chinas im September 1982 wurde er Kandidat des Zentralkomitees (ZK der KPCh) und behielt diese Funktion nach seiner Wiederwahl auf dem XIII. Parteitag im November 1987 zehn Jahre lang bis Oktober 1992. Während er zwischen 1983 und 1989 Leiter der Organisationsabteilung des Parteikomitees der Provinz Shanxi war, gehörte er zeitgleich auch dem Ständigen Ausschuss des Parteikomitees der bezirksfreien Stadt Shuozhou als Mitglied an.
1988 wurde Lu in Personalunion Präsident der Parteischule der Provinz Shanxi sowie stellvertretender Sekretär des Stadtkomitees der KPCh von Shuozhou und behielt beide Funktionen bis 1993. Als Nachfolger von Wang Tingdong übernahm er schließlich 1993 das Amt des Vorsitzenden des Ständigen Ausschusses des Volkskongress der Provinz Shanxi und bekleidete dieses bis 2003, woraufhin Tian Chengping ihn ablöste. Er war ferner in der achten und neunten Legislaturperiode zwischen 1993 und 2003 Deputierter des Nationalen Volkskongresses. 